# Tự do khỏi sợ hãi

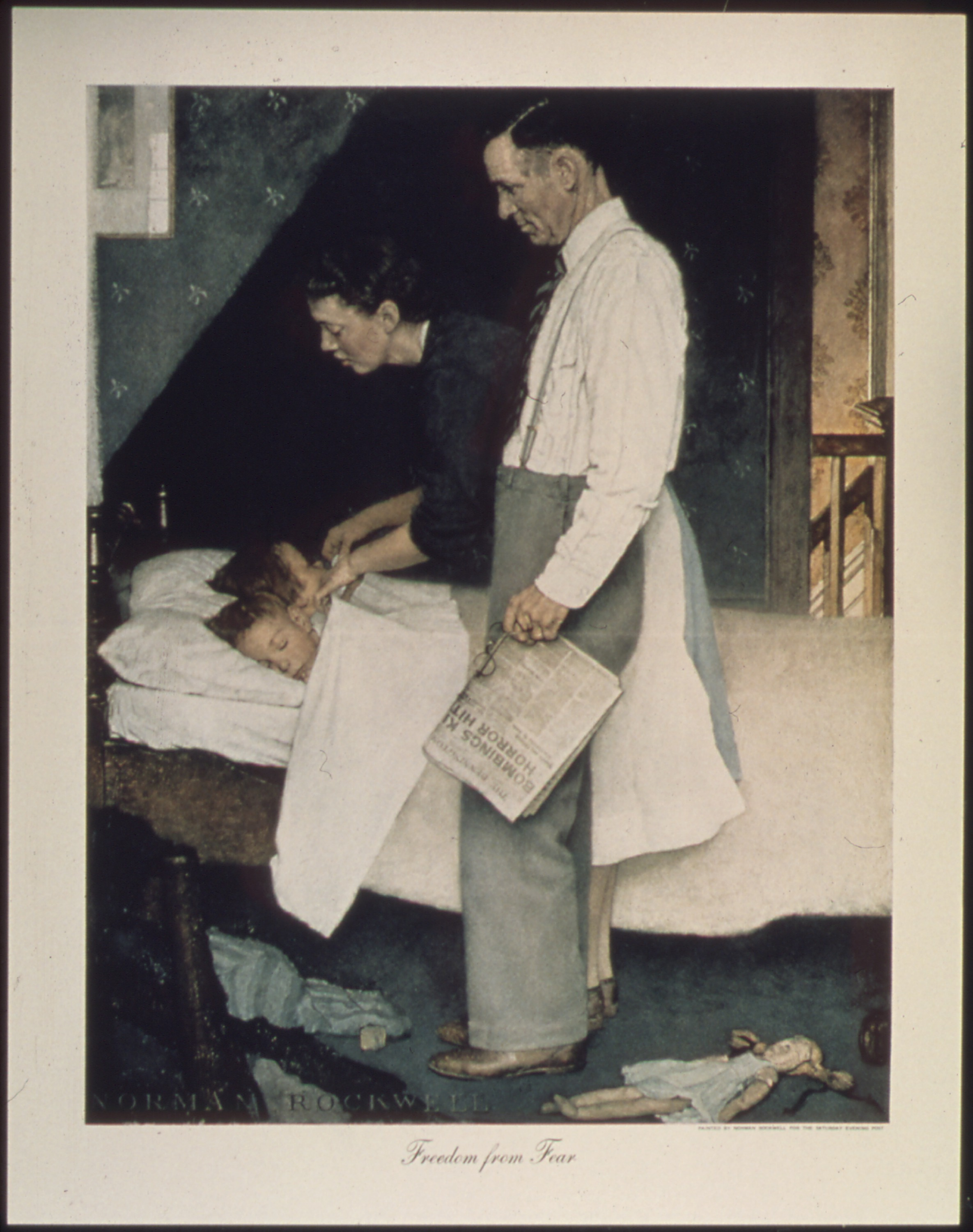
Bức tranh Tự do khỏi sợ hãi của họa sĩ Norman Rockwell, vẽ khoảng năm 1943.

Tự do khỏi sợ hãi là một quyền cơ bản của con người dựa theo Tuyên ngôn Thế giới về Nhân quyền. Vào ngày 6 tháng 1 năm 1941, tổng thống Hoa Kỳ Franklin D. Roosevelt gọi nó là một trong "bốn quyền tự do" trong buổi diễn thuyết Tình hình Liên bang của ông, do đó sau này được gọi là "bài phát biểu Tứ tự do."

## Nội dung
Trong bài diễn thuyết đấy của mình, Tổng thống Franklin D. Roosevelt đã trình bày 'Tự do khỏi nỗi sợ hãi' như sau:
The fourth is freedom from fear, which, translated into world terms, means a world-wide reduction of armaments to such a point and in such a thorough fashion that no nation will be in a position to commit an act of physical aggression against any neighbor—anywhere in the world.— Tổng thống Franklin D. Roosevelt, ngày 6 tháng 1 năm 1941.

Bản dịch tiếng Việt:
Thứ tư là tự do khỏi sợ hãi, mà dịch ra ngôn ngữ phổ thông thì có nghĩa là cắt giảm quân bị trên quy mô toàn cầu một cách thấu đáo đến mức sao cho không có nước nào lâm vào thế phải tiến hành gây hấn thô bạo chống lại nước nào nữa – ở bất kì đâu trên thế giới.

Bốn quyền tự do đấy của Roosevelt đã làm nên trụ cột quan trọng của Tuyên ngôn Thế giới về Nhân quyền được Đại hội đồng Liên Hợp Quốc thông qua vào ngày 10 Tháng 12 năm 1948. Quyền tự do khỏi sợ hãi được nhắc đến trong phần mở đầu của Tuyên ngôn.

## Cảm hứng
- Năm 1943, họa sĩ Norman Rockwell đã vẽ bức tranh Tự do khỏi sợ hãi, trong một loạt gồm bốn bức tranh được gọi là Tứ tự do.
- Chính trị gia Myanmar Aung San Suu Kyi đã xuất bản một cuốn sách vào năm 1991 với tựa đề Tự do khỏi sợ hãi.
- Năm 1999 nhà sử học David M. Kennedy xuất bản một cuốn sách có tên Tự do khỏi sợ hãi: Dân Mỹ trong khủng hoảng và chiến tranh, 1929-1945.